# أليكس هاينز
أليكس هاينز (بالإنجليزية: Alex Haynes)‏ هو لاعب كرة قدم أمريكية أمريكي، ولد في 13 فبراير 1982.

## وصلات خارجية
- أليكس هاينز على موقع مرجع كرة القدم المحترفة.كوم (الإنجليزية)